# Munkfors församling
Munkfors församling var en församling i Karlstads stift och i Munkfors kommun. Församlingen uppgick 2010 i Munkfors-Ransäters församling.

## Administrativ historik
Församlingen bildades 1918 genom en utbrytning ur Ransäters församling och var till 1 maj 1926 del i pastoratet Övre Ullerud, Nedre Ullerud, Ransäter och Munkfors. Från 1 maj 1926 till 2010 i pastorat med Ransäters församling, till 1962 som annexförsamling och därefter som moderförsamling. Församlingen uppgick 2010 i Munkfors-Ransäters församling.

## Kyrkor
- Munkfors kyrka